# Rue Saint-Denis (Rosny-sous-Bois)
Pour les articles homonymes, voir Rue Saint-Denis.
La rue Saint-Denis est une voie du centre historique de la ville de Rosny-sous-Bois dans le département de Seine-Saint-Denis).

## Situation et accès

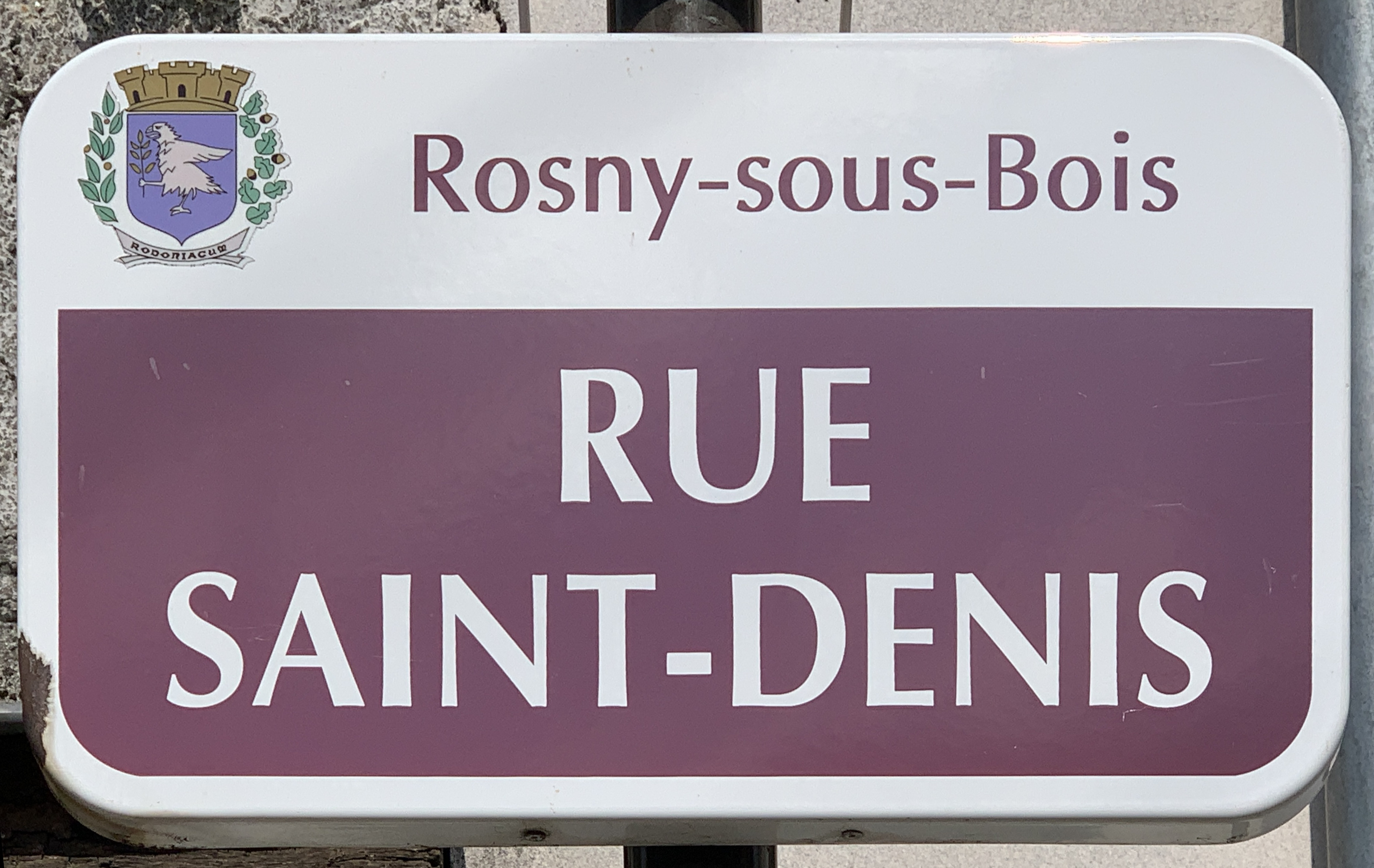
Plaque Rue Saint-Denis.

Cette voie de communication en impasse va du nord et sud, rencontrant la rue de Metz, la rue Guichard et la rue de Nanteuil, pour se terminer dans le cœur historique de la ville.

## Origine du nom
Comme de nombreuses voies des alentours, elle tient son nom de l'abbaye de Saint-Denis, d'une très grande importance dans les siècles passés.

## Historique

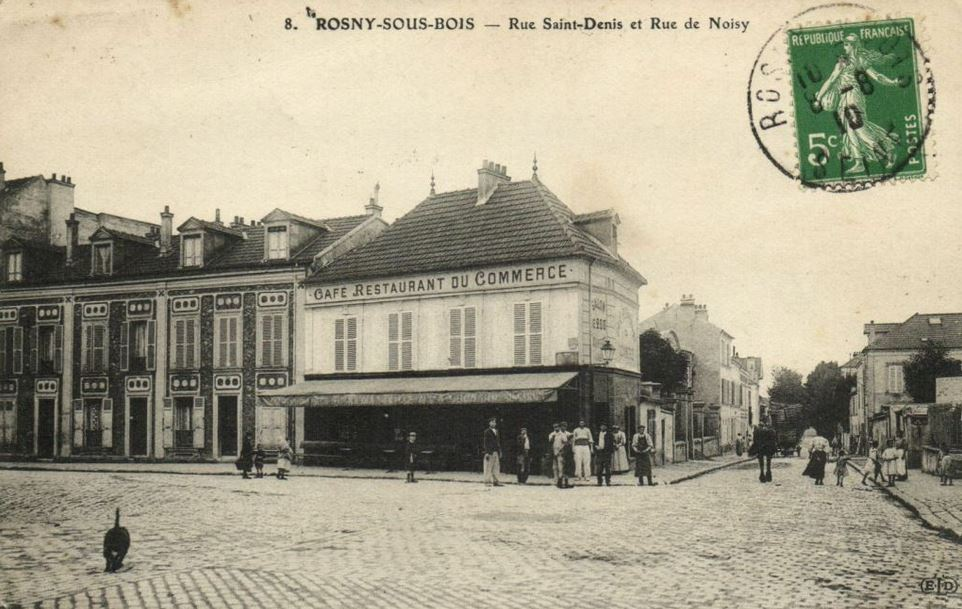
Vers 1900, la rue Saint-Denis et la rue de Noisy, aujourd'hui avenue du Général-de-Gaulle.

Le tracé de la rue Saint-Denis est interrompu au nord par la A86, construite à cet endroit dans les années 1970. Bien que devenue une impasse, la rue garda néanmoins son appellation.

## Bâtiments remarquables et lieux de mémoire

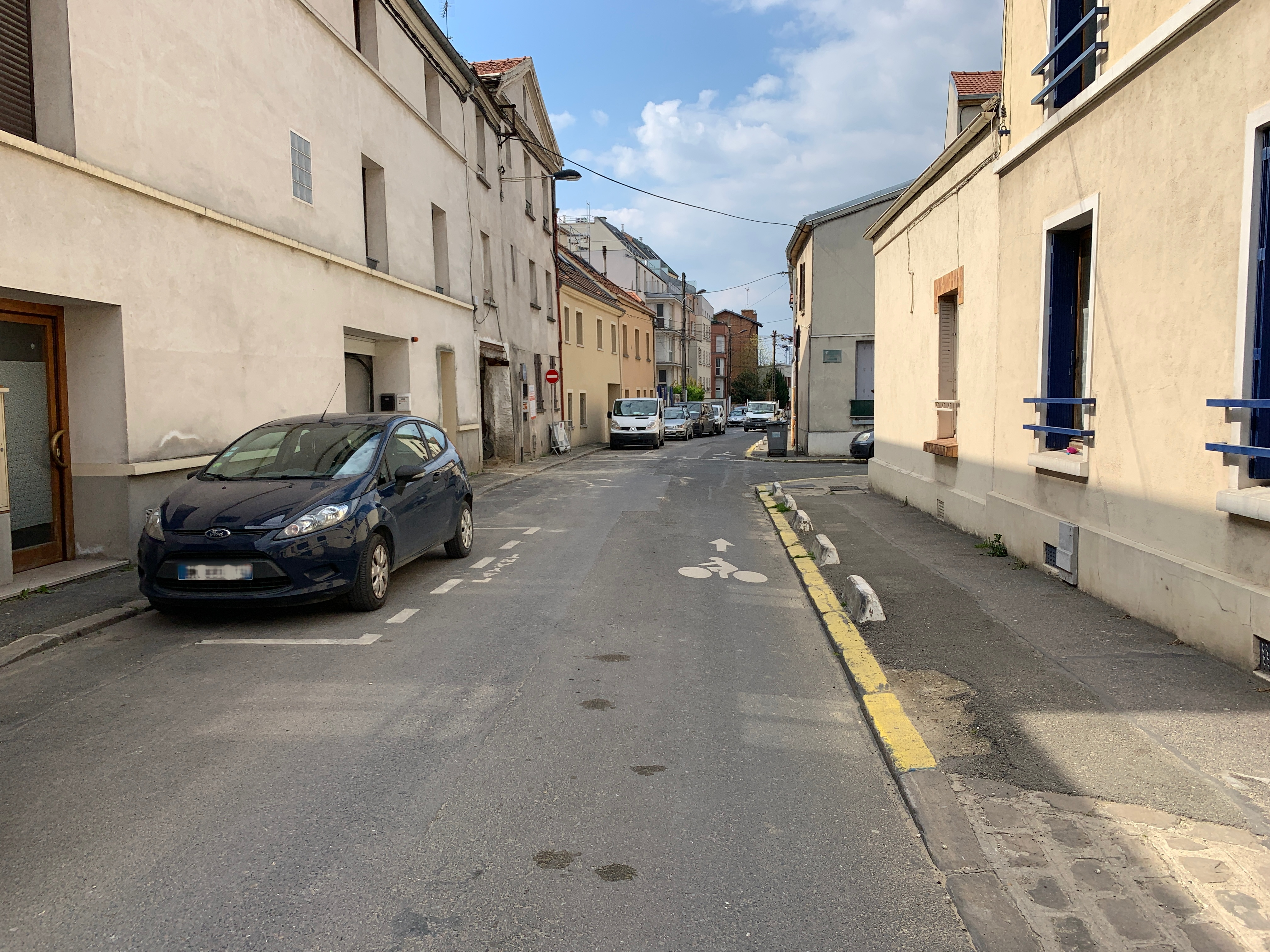
La rue Saint-Denis en avril 2021.

- Au no 4, une annexe de la Police Municipale[3].
- Au no 4ter, la Maison des Associations[4].
- Au no 23, s'installa en 1850 la gendarmerie, qui restera à cet endroit jusqu'en 1870.
- À l'angle de l'avenue du Général-de-Gaulle, emplacement de l'école du centre, ouverte en 1806 par le baron de Nanteuil[5].